# Raffinose
Le raffinose est un triholoside (oligoside) composé d'une unité de galactose, d'une unité de glucose et une unité fructose. Ou plus simplement c'est une unité de galactose attachée à une unité de saccharose par son glucose.
On trouve le raffinose dans un nombre important de légumes comme, les haricots, choux communs, choux de Bruxelles, brocoli, asperge et autres plantes à grains (comme les graines de soja).
Le raffinose n'est pas un sucre réducteur, les carbones hémiacétaliques sont impliqués dans la liaison osidique. L'hydrolyse du raffinose par une α-galactosidase donne du saccharose et du galactose. 
Les humains et autres animaux monogastriques (cochon et poule) ne possèdent pas l'enzyme  α-galactosidase, ainsi cet oligoside n'est-il pas digéré par l'estomac et l'intestin grêle. Par contre il est partiellement fermenté par les bactéries présentes dans le gros intestin ce qui produit du dioxyde de carbone, du méthane et de l'hydrogène, conduisant à la formation de flatulence généralement associée à la consommation de haricots et autres légumes.